# Haftpseudogley
Von Haftpseudogley (eine Form von „Pseudogley“) spricht man in der Bodenkunde bei einem zeitweise vernässten Boden, bei dem der Wechsel von Nass- und Feuchtphase ineinander übergeht. 
Trockenphasen gibt es nur selten. Die dominierenden Fein- und Mittelporen des Bodens können durch Kapillarkräfte Haftwasser binden, wodurch ein Ah/Sg-Profil (Ah=Oberbodenhorizont; Sg=Haftwasserhorizont) ausgebildet werden kann. Es gibt sowohl schluffige als auch feinstsandige Varianten.
Von Stauwasser geprägte Böden nennt man Pseudogleye. Beim Haftpseudogley tritt die Pseudovergleyung ohne stauenden Horizont im Unterboden auf. Der profilprägende Prozess der Wasserspeicherung im Sg-Profil kann daher auch an Steilhängen auftreten. 
Voraussetzung sind tiefgründige Böden mit hohem Schluff- oder Feinstsandanteil, die von Natur aus grobporenarm sind. 
Haftpseudogleye finden sich auch im Gebirge, wenn das Bodengefüge durch den Tritt von Weidetieren zerstört wurde. Die Tiere laufen parallel zum Hang auf den immer gleichen Trittspuren, wodurch der Oberboden ein Kohärentgefüge erhält. In dieser porenarmen, homogenen Bodenstruktur wird das Haftwasser wie ein Schwamm aufgesaugt. Solche Böden werden auch als alpine Weidepseudogleye bezeichnet.
In der internationalen Bodenklassifikation World Reference Base for Soil Resources (WRB) gehören die Haftpseudogleye zu den Stagnosolen.